# Carlos Celis Atria
Carlos Celis Atria (La Serena, 1944) es un historiador chileno. Se educó en el Colegio de los Sagrados Corazones, Padres Franceses y en la Pontificia Universidad Católica de Chile, titulado en 1971 en la Facultad de Economía y Administración.. Miembro del Instituto Chileno de Investigaciones Genealógicas, 1974; su Presidente en 1991 - 1999. Miembro de la Sociedad Chilena de Historia y Geografía, 1976, Director de su Sección Genealogía (1991-99); obtuvo de esta institución la Medalla Matta Vial al Mérito Historiográfico en 1993. De la I. Municipalidad de El Tabo recibió un reconocimiento público por "su importante y destacada contribución al patrimonio local" (2024). Es Académico de Número de la Academia Americana de Genealogía (1993); Miembro Honorario del Instituto de Estudios Genealógicos del Uruguay (1993); Miembro Correspondiente de la Academia Argentina de Genealogía y Heráldica (1993) y del Instituto Boliviano de Genealogía (2002).
Se especializó en el estudio y la investigación de la Historia de Chile y la Historia Occidental.

## Obras
- Origen de la propiedad rural en Colchagua (1986)
- Familias chilenas de origen colonial (1988)
- Formación de la propiedad en el litoral central (1990)
- Familias fundadoras de Chile 1540-1600 (1992)
- Familias Fundadoras de Chile 1601-1655 (2000)
- Familias Fundadoras de Chile 1656-1700 (2002)
- Terratenientes chilenos a fines de la República Parlamentaria"  (2006)
- Los Fundadores de Santiago, base social de Chile (2007)
- Refuerzos para la conquista de Chile  (2008)
- Don Mateo de Toro Zambrano, su descendencia por líneas masculinas (2017)
- Mallarauco, Tierras y Familias (2019)
- Descendencia de Don Diego Portales (2019)
- Los Celis de Chile, Historia Genealógica (2020)
- La Familia de Don Francisco Gómez, corregidor de Rancagua (2021)